# Sárga pillangóhal
A sárga pillangóhal vagy más néven álarcos pillangóhal (Chaetodon semilarvatus) csak a Vörös-tengerben honos halfaj.

## Leírása
Teste korong alakú, arcorra kicsit előreugró. Színe szinte teljesen sárga, az oldalán vékony ferde csíkokkal, valamint a szeme körül egy sötétkék folt található. Hát és farok alatti úszójának vonala sötét. Hasúszója sárga, mellúszója áttetsző. Tápláléka különböző korallokból áll. Testhossza 20-25 centiméter körüli.

## Életmódja
Párban vagy rajokban jelennek meg 20 méteres mélységig. Rendkívül fotogén hal. Nem fenyegetett.